# Subkultura gotycka

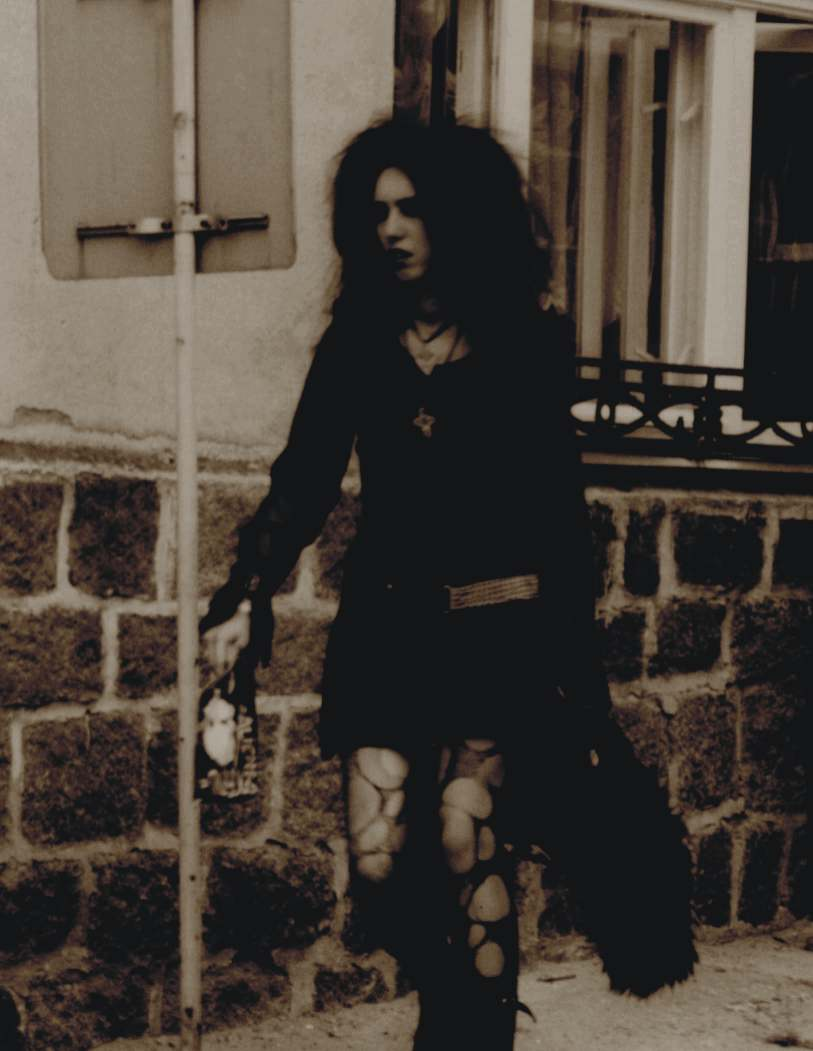
Gotka

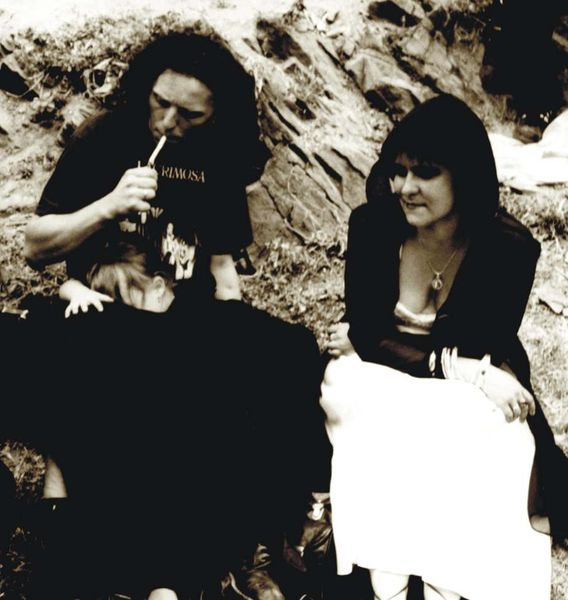
Goci

Subkultura gotycka – subkultura, która powstała w Wielkiej Brytanii na początku lat 80. XX wieku. Została stworzona przez fanów rocka gotyckiego, będącego pochodną post-punka. Artyści post-punkowi, którzy zapoczątkowali gatunek rocka gotyckiego i pomogli rozwinąć i ukształtować subkulturę, to między innymi Siouxsie and the Banshees, Bauhaus, the Cure, the Sisters of Mercy, the Birthday Party, the Damned, UK Decay, Joy Division.
Subkultura gotycka przetrwała znacznie dłużej niż inne z tej samej epoki i nadal się różnicuje i rozprzestrzenia na całym świecie. Jej obrazy i skłonności kulturowe wskazują na wpływy XIX-wiecznej powieści gotyckiej i horrorów. Scena koncentruje się na festiwalach muzycznych, klubach nocnych i zorganizowanych spotkaniach, zwłaszcza w Europie Zachodniej. Subkultura ma powiązane gusta muzyczne, estetyczne i modowe.
Muzyka preferowana przez gothów obejmuje wiele stylów, takich jak rock gotycki, death rock, cold wave, dark wave, ethereal wave. Gotycki styl ubierania może czerpać wpływy z punka, nowej fali, mody New Romantic, a nawet czerpiąc z wcześniejszych epok, takich jak epoka wiktoriańska, edwardiańska i Belle Époque. Styl ten najczęściej obejmuje ciemne (zwykle jednolicie czarne) stroje, ciemny makijaż i czarne bądź kolorowe włosy.

## W Polsce
Szczególną rolę w konsolidacji subkultury gotów w Polsce miały audycje w Programie Trzecim Polskiego Radia prowadzone przez Tomasza Beksińskiego. Miejscem integrującym tę społeczność współcześnie jest przede wszystkim festiwal Castle Party organizowany rokrocznie w Bolkowie. Istnieje także popularny festiwal w niemieckim Lipsku: Wave-Gotik-Treffen. Subkultura ta jest jednak niejednorodna ze względu na wpływy muzyki elektronicznej, punka, metalu, folku, industrialu oraz innych nurtów, dzięki czemu wewnątrz niej istnieją spory o określenie tego, czym jest gotyk.